# Trafford Leigh-Mallory
El mariscal jefe del Aire sir Trafford Leigh-Mallory (11 de julio de 1892 – 14 de noviembre de 1944) fue un comandante de la Real Fuerza Aérea Británica (RAF). Leigh-Mallory sirvió como piloto y comandante de escuadrón del Real Cuerpo Aéreo durante la Primera Guerra Mundial. Permaneció en la recién creada RAF tras la guerra y ocupó diversos cargos directivos y como formador durante las décadas de 1920 y 1930.
En los años previos al estallido de la Segunda Guerra Mundial fue Oficial Comandante del Aire del Grupo de Cazas Nº 12 y poco antes del final de la batalla de Inglaterra asumió el mando del Grupo Nº 11, encargado de la defensa de los accesos a Londres. En 1942 fue nombrado Comandante en Jefe del Mando de Caza y en 1943 también fue designado Comandante en Jefe de la Fuerza Aérea Expedicionaria Aliada, con lo cual pasó a ostentar el mando supremo de las fuerzas aéreas aliadas durante la invasión de Normandía en 1944.
En noviembre de 1944, mientras volaba a Ceilán para asumir el puesto de Comandante en Jefe del Mando del Sureste Asiático, su aeronave se estrelló en los Alpes franceses, provocando la muerte de Leigh-Mallory, su esposa y otras ocho personas. Fue uno de los pocos altos oficiales británicos y el de más rango de la RAF en morir durante la Segunda Guerra Mundial.